# Кисарово (Владимирская область)
Кисарово — деревня в Суздальском районе Владимирской области России, входит в состав Павловского сельского поселения.

## География
Деревня расположена в 11 км на юго-запад от центра поселения села Павловское и в 21 км на юг от райцентра города Суздаль.

## История
Сельцо Кайсарово упоминается во второй половине XVII столетия при межевании земель Боголюбова и Царе-Константиновского монастыря. 
В конце XIX — начале XX века деревня входила в состав Борисовской волости Владимирского уезда. В 1859 году в деревне числилось 36 дворов, в 1905 году — 55 дворов, в 1926 году — 169 хозяйств.
С 1929 года деревня входила в состав Брутовского сельсовета Владимирского района, с 1959 года — в составе Борисовского сельсовета, с 1965 года — в составе Суздальского района, с 1972 года — в составе Садового сельсовета, с 2005 года — в составе Павловского сельского поселения. 

## Население
| 1859 | 1905 | 1926 |
| ---- | ---- | ---- |
| 263  | 322  | 335  |

| 1859 | 1905 | 1926 | 2002 | 2010 | 2021 |
| ---- | ---- | ---- | ---- | ---- | ---- |
| 263  | ↗322 | ↗335 | ↘2   | ↘0   | ↗11  |